# ジャン＝バティスト・マリ
ジャン＝バティスト・マリ（Jean-Baptiste Mari、1912年1月20日 - 1991年10月26日）は、アルジェリア生まれのフランスの指揮者、チェリスト。
パリ音楽院に学び、生国でチェロ奏者として活躍した後、パリなどで指揮活動を始め、パリ音楽院管弦楽団、パリ国立オペラ管弦楽団とも共演している。1962年から1976年まで、コンセール・ラムルーの首席指揮者を務めた。ラムルー在任中の1966年にはモーリス・デュリュフレのミサ曲『クム・ユビロ』を初演している。しかし、マリは自分の露出を好まなかった。伝えられるところによると、彼は世間を常に恐れていたと言われている。
したがって、マリの主な業績は録音と関連がある。評論家は、マリの指揮によるレオ・ドリーブのバレエ『シルヴィア』と『コッペリア』 (1977年、EMI)の録音について強調し、その解釈は「優雅というよりむしろ印象的だが、十分フランスの伝統の枠組みの中にある。」と指摘する。1961年にマリがリヨンのレーベルTeppaz（マリはこのレーベルのために「コンサート・コレクション」を全曲録音している) に録音した、ガブリエル・ピエルネの付随音楽『ラムンチョ』序曲（ピエール・ロティ原作）、ハープと管弦楽のための小協奏曲（リリー・ラスキーヌの独奏）、バレエ『シダリーズと牧羊神』の組曲は、この作曲家の作品への関心の復活に大きく貢献したと考えられている。またマリの録音の中には、リヒャルト・ワーグナーの『ジークフリート牧歌』、カール・マリア・フォン・ウェーバーの作品集、ヨハン・ネポムク・フンメルのトランペット協奏曲（モーリス・アンドレとの共演）などがある。
日本では、東京フィルハーモニー交響楽団、札幌交響楽団 などに客演した。